# Чьерны Балог (район Брезно)
Чьерны Балог (словац. Čierny Balog, венг. Felsőszabadi) — деревня района Брезно Банскобистрицкого края Словакии.
Расположена в массиве Вепорске Врхи в 4 км южнее Брезно. Через Чьерны Балог проходит автотрасса государственного значения № 529 из Брезно в Гринёва.
Население — 5 206 жителей (31.12.2013).

## История
Деревня возникла в результате объединения ряда ранее разбросанных поселений лесорубов и угольщиков, занятых на расчистке лесных массивов, которые стали возникать начиная с 1565 года: Balog, Dobroč, Dolina, Fajtov, Jánošovka, Jergov, Látky, Komov, Krám, Krškov, Medveďov, Pustô, Vydrovo, Závodie. До середины XIX века обитатели этих мест жили исключительно за счет работ в лесу.
Первое упоминание о д. Чьерны Балог встречается в 1607 году.

## Население
| Год:                | 1994 | 2004    | 2014    | 2024    |
| ------------------- | ---- | ------- | ------- | ------- |
| Количество человек: | 5109 | 5155    | 5185    | 4916    |
| Разница:            |      | +0,90 % | +0,58 % | −5,18 % |

## Стадион
В деревне Чьерны Балог базируется футбольный клуб «Татран», играющий на стадионе через который проходит железнодорожное движение.

## Известные уроженцы, жители
Преподавателем в народной школе в Чьерном Балоге работал Штефан Калицкий, участник Второй мировой войны и Словацкого национального восстания.

## Галерея

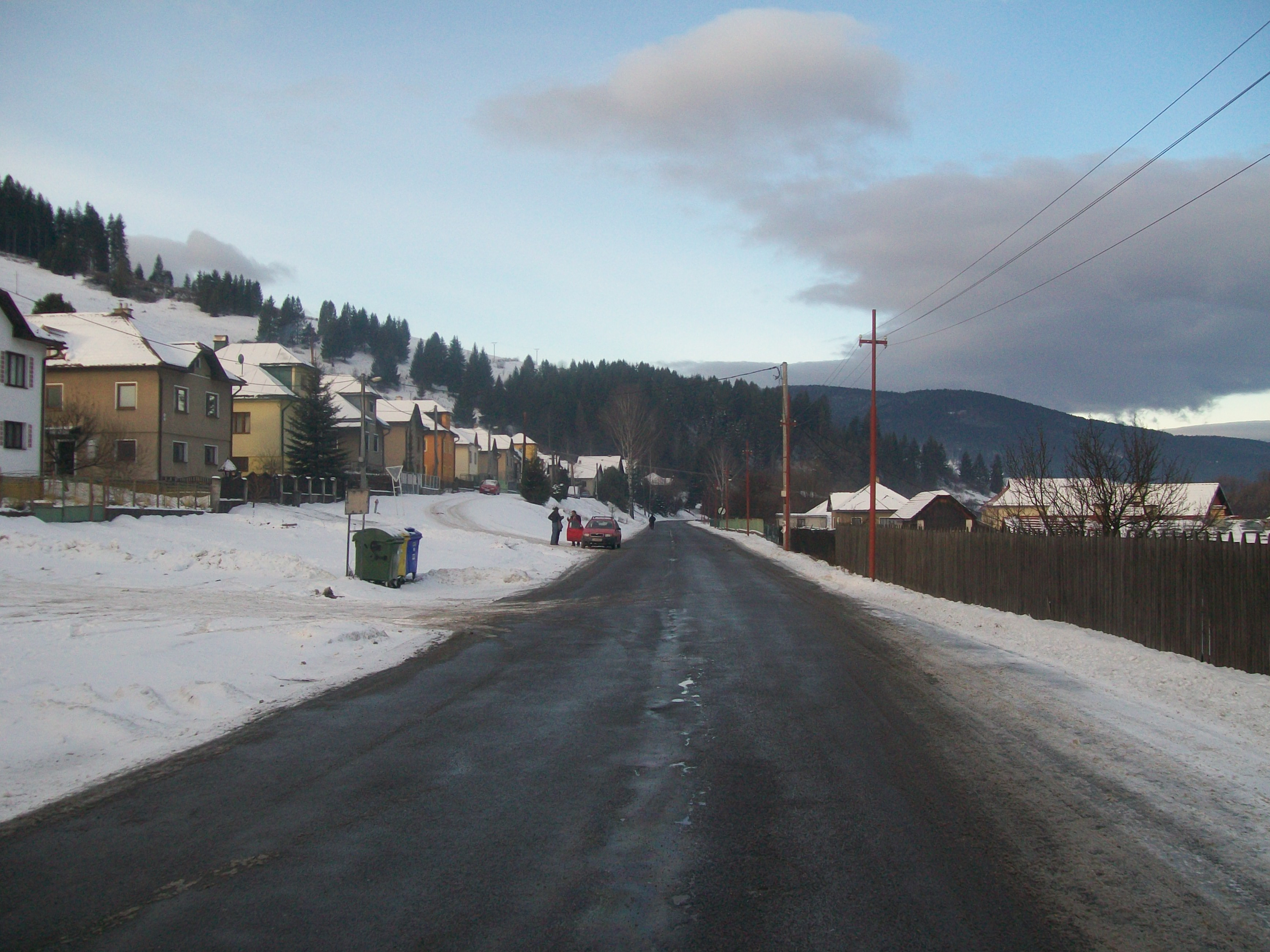
Вид деревни
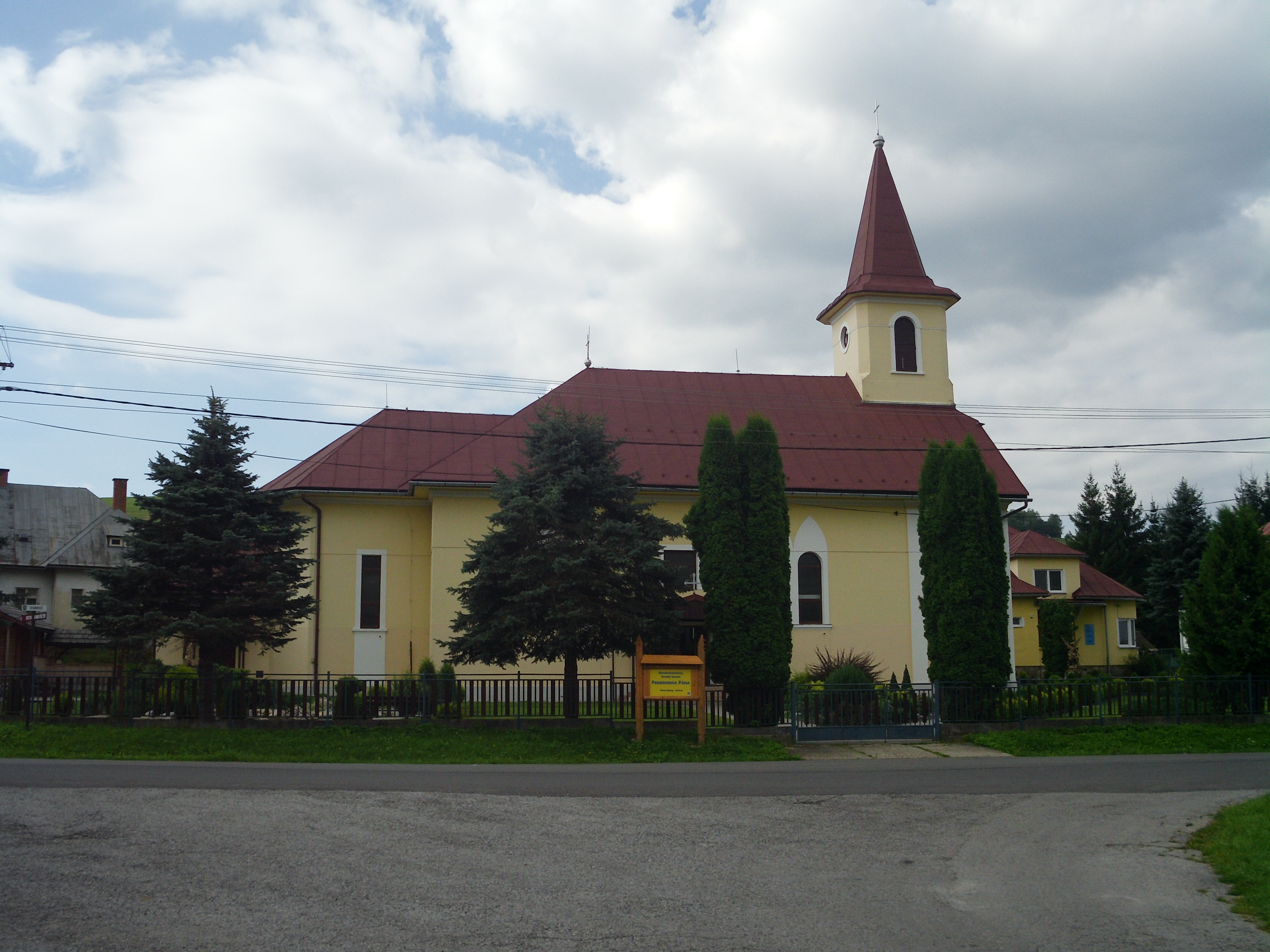
Костёл
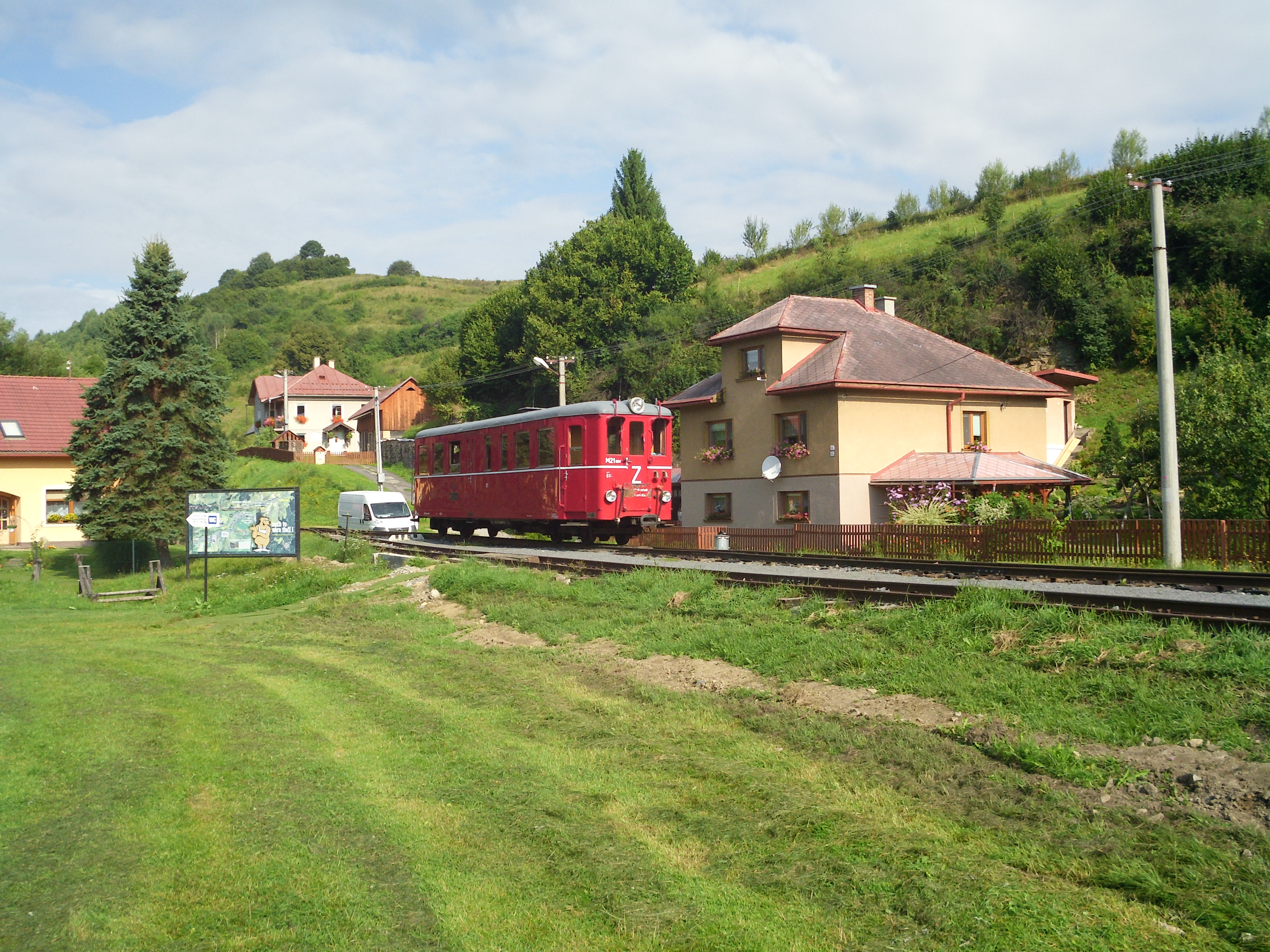
Железнодорожная станция узкоколейки